# Championnat de France féminin de football 2017-2018
Navigation
Édition précédente Édition suivante
La Division 1 2017-2018  est la 44e édition du championnat de France féminin de football. Le premier niveau du championnat féminin oppose douze clubs français en une série de vingt-deux rencontres jouées durant la saison de football. La compétition débute en septembre 2017 et s'achève en mai 2018.
Les deux premières places du championnat sont qualificatives pour la Ligue des champions féminine de l'UEFA alors que les deux dernières places sont synonymes de relégation en Division 2.
Lors de l'exercice précédent, le Lille OSC et le FCF Val d'Orge ont gagné le droit d'évoluer dans cette compétition après avoir fini premier de leurs groupes respectifs de seconde division.
L'Olympique lyonnais et le Montpellier HSC, respectivement champion et vice-champion en 2017, sont quant à eux, les représentants français en Ligue des champions féminine de l'UEFA 2017-2018.
À l'issue de la saison, l'Olympique lyonnais décroche son seizième titre de champion de France, le douzième d'affilée, au terme d'une saison dominée de bout en bout. Dans le bas du classement, l'ASPTT Albi et l'Olympique de Marseille sont relégués après respectivement quatre et deux saisons au plus haut niveau.

## Participants
Ce tableau présente les douze équipes qualifiées pour disputer le championnat 2017-2018. On y trouve le nom des clubs, le nom des entraîneurs et leur nationalité, la date de création du club, l'année de la dernière montée au sein de l'élite, leur classement de la saison précédente, le nom des stades ainsi que la capacité de ces derniers.
Légende des couleurs
- Qualifié pour la phase finale de la Ligue des champions 2017-2018.
- Promu de Division 2.

| Nom du club            | Entraîneur                        | DC   | DM   | Cls 2017 | Stade                                     | Capacité | Nb T. |
| ---------------------- | --------------------------------- | ---- | ---- | -------- | ----------------------------------------- | -------- | ----- |
| Olympique lyonnais     | Reynald Pedros                    | 1970 | 1978 | 1        | Groupama OL Training Center               | 1 526    | 15    |
| Montpellier HSC        | Jean-Louis Saez                   | -    | 1997 | 2        | Stade Jules Rimet                         | 500      | 2     |
| Paris SG               | Patrice Lair                      | 1971 | 2001 | 3        | Stade Charléty                            | 20 000   | /     |
| Olympique de Marseille | Christophe Parra                  | -    | 2016 | 4        | Stade Roger Lebert                        | 1000     | /     |
| Paris FC,              | Pascal Gouzenes                   | 1971 | 1986 | 5        | Stade Georges-Maquin                      | 2 000    | 6     |
| EA Guingamp            | Sarah M'Barek                     | 1973 | 2006 | 6        | Stade Fred-Aubert                         | 13 500   | 1     |
| ASJ Soyaux             | Sébastien Joseph                  | 1968 | 2013 | 7        | Stade Léo-Lagrange                        | 400      | 1     |
| Rodez AF               | Grégory Mleko                     | 1993 | 2010 | 8        | Stade Paul-Lignon                         | 5 548    | /     |
| ASPTT Albi             | Patrice Garrigues Théodore Genoux | -    | 2014 | 9        | Stade Maurice Rigaud                      | 3 000    | /     |
| Girondins de Bordeaux  | Jérôme Dauba                      | 1981 | 2016 | 10       | Stade Sainte-Germaine                     | 7 000    | /     |
| Lille OSC              | Jérémie Descamps                  | 1978 | 2017 | D2       | Terrain annexe du Stadium Lille Métropole |          | /     |
| FC Fleury 91,          | Nicolas Carric Lionel Cure        | -    | 2017 | D2       | Stade Auguste-Gentelet                    | 2000     | /     |

Localisation des clubs engagés dans le championnat
| \| Olympique lyonnais Montpellier HSC Paris Saint-Germain Olympique de Marseille Paris FC EA Guingamp ASJ Soyaux Rodez AF ASPTT Albi Girondins de Bordeaux Lille OSC FC Fleury \| |
| Olympique lyonnais Montpellier HSC Paris Saint-Germain Olympique de Marseille Paris FC EA Guingamp ASJ Soyaux Rodez AF ASPTT Albi Girondins de Bordeaux Lille OSC FC Fleury       |

## Compétition

### Classement
Le classement est calculé avec le barème de points suivant : depuis la saison 2016-2017, une victoire vaut trois points, le match nul un point et la défaite zéro  (retrait d'un point en cas de forfait).
Les critères utilisés pour départager en cas d'égalité au classement sont les suivants :
1. classement aux points des matchs joués entre les clubs ex æquo ;
2. différence entre les buts marqués et les buts concédés par chacun d’eux au cours des matchs qui les ont opposés ;
3. différence entre les buts marqués et les buts concédés sur la totalité des matchs joués dans le championnat ;
4. plus grand nombre de buts marqués sur la totalité des matchs joués dans le championnat ;
5. en cas de nouvelle égalité, une rencontre supplémentaire aura lieu sur terrain neutre avec, éventuellement, l’épreuve des tirs au but.

| Rang | Équipe                 | Pts | J  | G  | N | P  | Bp  | Bc | Diff |
| ---- | ---------------------- | --- | -- | -- | - | -- | --- | -- | ---- |
| 1    | Olympique lyonnais T   | 64  | 22 | 21 | 1 | 0  | 104 | 5  | +99  |
| 2    | Paris SG C             | 56  | 22 | 18 | 2 | 2  | 59  | 13 | +46  |
| 3    | Montpellier HSC        | 53  | 22 | 17 | 2 | 3  | 63  | 22 | +41  |
| 4    | Paris FC               | 30  | 22 | 8  | 6 | 8  | 31  | 37 | -6   |
| 5    | ASJ Soyaux             | 24  | 22 | 6  | 6 | 10 | 18  | 36 | -18  |
| 6    | Lille OSC P            | 23  | 22 | 6  | 5 | 11 | 24  | 47 | -23  |
| 7    | Girondins de Bordeaux  | 22  | 22 | 5  | 7 | 10 | 19  | 33 | -14  |
| 8    | FC Fleury P            | 22  | 22 | 6  | 4 | 12 | 22  | 45 | -23  |
| 9    | Rodez AF               | 22  | 22 | 5  | 7 | 10 | 22  | 52 | -30  |
| 10   | EA Guingamp            | 22  | 22 | 6  | 4 | 12 | 17  | 33 | -16  |
| 11   | ASPTT Albi             | 20  | 22 | 5  | 5 | 12 | 12  | 37 | -25  |
| 12   | Olympique de Marseille | 12  | 22 | 3  | 3 | 16 | 16  | 47 | -31  |

| Légende : | Légende : |
| --------- | --- |
|           | Qualifié pour la Ligue des champions 2018-2019 (Seizièmes de finale). |
|           | Relégué en Division 2. |
|           | T Tenant du titre. P Promu de Division 2. C Vainqueur de la Coupe de France 2017-2018. Pts points ; G victoires ; N match nuls ; P défaites Bp buts marqués ; Bc buts encaissés ; Diff différence de buts |

### Résultats
| Résultats (▼dom., ►ext.)                                   | Alb | Bor | Fle | Gui | Lil | Lyo  | Mar | Mon | PFC | PSG | Rod | Soy |
| ASPTT Albi                                                 |     | 0-1 | 1-0 | 2-0 | 0-0 | 0-5  | 0-2 | 0-7 | 0-1 | 0-4 | 1-1 | 0-1 |
| Girondins de Bordeaux                                      | 3-1 |     | 3-3 | 1-1 | 1-2 | 0-4  | 1-0 | 0-0 | 2-3 | 0-1 | 1-1 | 0-0 |
| FC Fleury                                                  | 0-1 | 0-1 |     | 1-0 | 1-2 | 1-3  | 2-1 | 1-1 | 1-5 | 0-2 | 2-0 | 1-0 |
| EA Guingamp                                                | 0-1 | 0-1 | 1-2 |     | 1-0 | 0-5  | 1-0 | 1-3 | 2-2 | 0-3 | 3-1 | 1-0 |
| Lille OSC                                                  | 1-1 | 3-0 | 2-2 | 1-0 |     | 1-10 | 1-1 | 0-2 | 1-1 | 1-3 | 0-2 | 2-0 |
| Olympique lyonnais                                         | 4-0 | 2-0 | 5-0 | 4-0 | 6-0 |      | 7-0 | 2-1 | 9-2 | 1-0 | 7-0 | 5-0 |
| Olympique de Marseille                                     | 1-2 | 1-0 | 0-1 | 0-0 | 0-2 | 0-5  |     | 1-4 | 1-0 | 2-5 | 0-1 | 0-0 |
| Montpellier HSC                                            | 3-1 | 4-1 | 8-0 | 1-0 | 4-1 | 0-5  | 3-2 |     | 2-1 | 3-0 | 2-1 | 1-0 |
| Paris FC                                                   | 1-0 | 1-1 | 0-0 | 1-3 | 2-1 | 0-4  | 2-1 | 1-2 |     | 0-1 | 4-0 | 2-1 |
| Paris SG                                                   | 1-0 | 3-0 | 4-2 | 2-0 | 6-1 | 0-0  | 4-0 | 3-1 | 4-1 |     | 6-0 | 1-1 |
| Rodez AF                                                   | 0-0 | 2-2 | 3-1 | 1-1 | 2-1 | 0-6  | 4-2 | 0-6 | 0-0 | 0-3 |     | 1-1 |
| ASJ Soyaux                                                 | 1-1 | 1-0 | 2-1 | 1-2 | 2-1 | 0-5  | 2-1 | 1-5 | 1-1 | 0-3 | 3-2 |     |
| - Victoire à domicile - Match nul - Victoire à l'extérieur |     |     |     |     |     |      |     |     |     |     |     |     |

## Bilan de la saison
| Championnat de France féminin de football 2017-2018 |                                |
| Champion                                            | Olympique lyonnais (12e titre) |
| Dauphin                                             | Paris Saint-Germain            |
| Coupes et trophées                                  |                                |
| Vainqueur Coupe de France 2017-2018                 | Paris Saint-Germain            |
| Qualifications continentales                        |                                |
| Ligue des champions 2018-2019                       | Olympique lyonnais             |
| Ligue des champions 2018-2019                       | Paris Saint-Germain            |
| Promotions et relégations                           |                                |
| Promus en Division 1                                | Dijon FCO                      |
| Promus en Division 1                                | FC Metz                        |
| Relégués en Division 2                              | ASPTT Albi                     |
| Relégués en Division 2                              | Olympique de Marseille         |

## Statistiques

### Évolution du classement
Leader du championnat
Évolution du classement
- Qualifié pour la phase finale de la Ligue des champions.
- Relégué en Division 2.

| Club                   | 1  | 2  | 3  | 4  | 5  | 6  | 7  | 8  | 9  | 10 | 11 | 12 | 13 | 14 | 15 | 16 | 17 | 18 | 19 | 20 | 21 | 22 |
| ---------------------- | -- | -- | -- | -- | -- | -- | -- | -- | -- | -- | -- | -- | -- | -- | -- | -- | -- | -- | -- | -- | -- | -- |
| Olympique lyonnais     | 2  | 2  | 1  | 1  | 1  | 1  | 1  | 1  | 1  | 1  | 1  | 1  | 1  | 1  | 1  | 1  | 1  | 1  | 1  | 1  | 1  | 1  |
| Montpellier HSC        | 1  | 1  | 2  | 4  | 3  | 3  | 3  | 3  | 3  | 3  | 3  | 3  | 3  | 3  | 3  | 3  | 3  | 3  | 3  | 3  | 3  | 3  |
| Paris SG               | 6  | 4  | 3  | 2  | 2  | 2  | 2  | 2  | 2  | 2  | 2  | 2  | 2  | 2  | 2  | 2  | 2  | 2  | 2  | 2  | 2  | 2  |
| Olympique de Marseille | 7  | 8  | 9  | 9  | 9  | 9  | 9  | 11 | 11 | 12 | 12 | 12 | 12 | 12 | 12 | 12 | 11 | 12 | 12 | 12 | 12 | 12 |
| Paris FC               | 3  | 3  | 6  | 5  | 5  | 5  | 6  | 4  | 4  | 4  | 4  | 4  | 4  | 4  | 4  | 4  | 4  | 4  | 4  | 4  | 4  | 4  |
| EA Guingamp            | 8  | 9  | 8  | 8  | 8  | 10 | 10 | 9  | 7  | 8  | 9  | 11 | 7  | 10 | 7  | 9  | 8  | 7  | 8  | 9  | 11 | 10 |
| ASJ Soyaux             | 5  | 5  | 4  | 3  | 4  | 4  | 5  | 6  | 6  | 6  | 6  | 6  | 6  | 6  | 6  | 7  | 6  | 6  | 6  | 6  | 5  | 5  |
| Rodez AF               | 11 | 11 | 10 | 11 | 11 | 11 | 11 | 10 | 10 | 10 | 8  | 10 | 11 | 11 | 11 | 11 | 12 | 11 | 11 | 10 | 7  | 9  |
| ASPTT Albi             | 12 | 10 | 11 | 10 | 10 | 8  | 8  | 8  | 9  | 7  | 7  | 8  | 9  | 9  | 10 | 8  | 9  | 10 | 10 | 8  | 9  | 11 |
| Girondins de Bordeaux  | 9  | 7  | 5  | 6  | 6  | 6  | 4  | 5  | 5  | 5  | 5  | 5  | 5  | 5  | 5  | 5  | 5  | 5  | 5  | 5  | 6  | 7  |
| Lille OSC              | 4  | 6  | 7  | 7  | 7  | 7  | 7  | 7  | 8  | 9  | 10 | 7  | 8  | 8  | 9  | 6  | 7  | 9  | 7  | 7  | 10 | 6  |
| FC Fleury              | 10 | 12 | 12 | 12 | 12 | 12 | 12 | 12 | 12 | 11 | 11 | 9  | 10 | 7  | 8  | 10 | 10 | 8  | 9  | 11 | 8  | 8  |

### Moyennes de buts marqués par journée
Ce graphique représente le nombre de buts marqués lors de chaque journée.

### Joueuses
| Cls | Joueuse                  | Club               | Buts |
| --- | ------------------------ | ------------------ | ---- |
| 1   | Ada Hegerberg            | Olympique lyonnais | 31   |
| 2   | Marie-Antoinette Katoto  | Paris SG           | 21   |
| 3   | Eugénie Le Sommer        | Olympique lyonnais | 17   |
| 4   | Stina Blackstenius       | Montpellier HSC    | 13   |
| 5   | Valérie Gauvin           | Montpellier HSC    | 12   |
| 6   | Gaëtane Thiney           | Paris FC           | 11   |
| 7   | Marie-Laure Delie        | Paris SG           | 10   |
| 8   | Camille Abily            | Olympique lyonnais | 9    |
| 8   | Ouleymata Sarr           | Lille OSC          | 9    |
| 10  | Flavie Lemaître          | Rodez AF           | 8    |
| 10  | Dzsenifer Marozsán       | Olympique lyonnais | 8    |
| 12  | Jana Coryn               | Lille OSC          | 7    |
| 12  | Kheira Hamraoui          | Olympique lyonnais | 7    |
| 12  | Sofia Jakobsson          | Montpellier HSC    | 7    |
| 15  | Kimberley Cazeau         | ASPTT Albi         | 6    |
| 15  | Kadidiatou Diani         | Paris SG           | 6    |
| 15  | Jennifer Hermoso         | Paris SG           | 6    |
| 15  | Ugochi Desire Oparanozie | EA Guingamp        | 6    |
| 19  | 7 joueuses               | 7 joueuses         | 5    |
| 32  | 17 joueuses              | 17 joueuses        | 3    |
| 49  | 25 joueuses              | 25 joueuses        | 2    |
| 74  | 39 joueuses              | 39 joueuses        | 1    |

| Cls | Joueuse               | Club               | Passes |
| --- | --------------------- | ------------------ | ------ |
| 1   | Camille Abily         | Olympique lyonnais | 12     |
| 2   | Eugénie Le Sommer     | Olympique lyonnais | 10     |
| 2   | Amel Majri            | Olympique lyonnais | 10     |
| 4   | Gaëtane Thiney        | Paris FC           | 9      |
| 5   | Jennifer Hermoso      | Paris SG           | 8      |
| 5   | Sofia Jakobsson       | Montpellier HSC    | 8      |
| 5   | Dzsenifer Marozsán    | Olympique lyonnais | 8      |
| 8   | Virginia Torrecilla   | Montpellier HSC    | 7      |
| 9   | Stina Blackstenius    | Montpellier HSC    | 6      |
| 9   | Laurie Cance          | Rodez AF           | 6      |
| 9   | Sakina Karchaoui      | Montpellier HSC    | 6      |
| 12  | Kadidiatou Diani      | Paris SG           | 5      |
| 12  | Julie Peruzzetto      | Rodez AF           | 5      |
| 12  | Shanice van de Sanden | Olympique lyonnais | 5      |
| 15  | 7 joueuses            | 7 joueuses         | 4      |
| 22  | 18 joueuses           | 18 joueuses        | 3      |
| 40  | 20 joueuses           | 20 joueuses        | 2      |
| 60  | 53 joueuses           | 53 joueuses        | 1      |

## Distinctions individuelles
Trophées FFF
La cérémonie des trophées de la D1, remis par la FFF, s'est tenue le 20 mai 2018  à l'Auditorium de la FFF à Paris.
| Meilleure joueuse       | Meilleure espoir              | Meilleure gardienne            | Meilleur(e) entraîneur/euse          | Plus beau but        | Meilleure arbitre  | Équipe fair-play |
| ----------------------- | ----------------------------- | ------------------------------ | ------------------------------------ | -------------------- | ------------------ | ---------------- |
| Dzsenifer Marozsán (OL) | Marie-Antoinette Katoto (PSG) | Casey Murphy (Montpellier HSC) | Jérôme Dauba (Girondins de Bordeaux) | Kheira Hamraoui (OL) | Florence Guillemin | OL               |